# قائمة الأحزاب السياسية في الأردن
تعد الحياة الحزبية في الأردن أحد الركائز التي بنيت عليها الدولة الأردنية. فقد بدأت قبل إعلان تأسيس إمارة شرق الأردن عام 1921.تحديدا في عام 1919ـ أي في عهد الحكومة الفيصلية ـ وبعد انتهاء الحرب العالمية الأولى. ويعد حزب الشعب الأردني عام 1927،وهو أول حزب أردني دعا إلى تكوين مجلس نيابي منتخب وحكومة مسئولة أمامه، كما كان من الداعين إلى عقد المؤتمر الوطني الأول عام 1928 ، لأجل مناهضة المعاهدة الأردنية البريطانية التي عقدت في ذلك العام. ثم توالت عمليات ظهور الأحزاب السياسية، وظهرت حركة الإخوان المسلمين عام 1943 وأعترف بها رسميا عام 1946 ، ثم الحزب العربي الأردني / الجبهة الوطنية 1946، وحزب الشعب الأردني 1947، والحزب الشيوعي الأردني 1951 وحزب التحرير 1952 وحركة القوميين العرب 1952، والحزب الوطني الاشتراكي 1954 الذي شكل ما سمي آنذاك بالحكومة الوطنية عام 1956 برئاسة دولة السيد سليمان النابلسي .
وقبل انتخابات عام 1993 صدور قانون الأحزاب رقم 32 لسنة 1992، حيث عادت الأحزاب بشكل علني إلى الساحة الأردنية. والتي كانت تحت تصنيفات وتيارات متعددة منها : الأحزاب القومية، والأحزاب الدينية، والأحزاب الماركسية/اليسارية، والأحزاب الليبرالية/الوسطية. ومثلت انتخابات عام 1993 الفرصة الأولى للأحزاب السياسية للعودة إلى ممارسة دورها على هذا الصعيد، رغم ما أثارته من جدل نتيجة إقرار الحكومة لقانون انتخاب جديد عرف "بقانون الصوت الواحد. بحسب تقريرٍ للمركز الوطني لحقوق الإنسان عام 2018، فإن عدد المنتسبين للأحزاب في الأردن بلغ 34957 منتسباً في العام 2018، بينما لا يتجاوز عدد الشباب المنتسبين للأحزاب في الأردن 12748 شاباً، بنسبة 36.47 في المائة من عدد المنتسبين.
تتوزع الاحزاب إلى عدة تيارات وائتلافات منها، التيار المحافظ والوسط (القريب من السلطة)، والتيار الإسلامي أو ما يصنف باليمين، والتيار القومي واليساري، كما توجد خمسة ائتلافات حزبية هي: تيار الأحزاب الوسطية (12 حزباً)، تيار الأحزاب اليسارية والقومية، وتيار الأحزاب الإصلاح، ائتلاف الأحزاب الوطنية، وتيار التجديد.
بتاريخ 1 يوليو تموز 2013 تم دمج وزارة الشؤون البرلمانية مع وزارة التنمية السياسية لتصبح وزارة الشؤون السياسية والبرلمانية والتي من مديرياتها مديرية شؤون الاحزاب التي تشرف على العمل الحزبي في الأردن ونشر الوعي الحزبي لدى المواطنين من خلال التعاون مع الجهات ذات العلاقة والجهات الداعمة وبناء قدرات الاحزاب السياسية وموظفي المديرية وايجاد مقترحات وتشريعات جديدة أو معدلة لتطوير وتحديث التشريعات الناظمة للعمل الحزبي. وصدر قانون الاحزاب السياسية المعدل للقانون السابق عام 2015  وايضا نظام دعم الاحزاب السياسية 
بعد قانون الاحزاب لعام 1993، صدر قانون الأحزاب للأعوام 2007-2012،عندما كان ملف الأحزاب ضمن اختصاص وزارة الداخلية. ثم صدر قانون الحزاب رقم (39) لسنة 2015 وتم نقل ملف الأحزاب بموجبه إلى وزارة الشؤون السياسية والبرلمانية.

اشار الملك عبدالله الثاني بن الحسين من خلال الاوراق النقاشية، في الورقة النقاشية الرابعة بعنوان (نحو تمكين ديمقراطي ومواطنة فاعلة) حول اهمية المشاركة في الحياة الديمقراطية بقولة: 
إن المشاركة السياسية في جوهرها تشكل مسؤولية وواجباً. فعلى كل مواطن أن يتحمل جزءاً من هذه المسؤولية عبر اختيار شكل المستقبل الذي ننشده للأجيال القادمة. وواجبنا كمواطنين لا ينتهي بمجرد القيام بعملية التصويت في أي انتخابات وطنية، بل يمتد ليشمل التزام كل مواطن بالمشاركة الفاعلة في الحياة المدنية والسياسية بشكل يومي، من خلال القيام، على سبيل المثال، بحملة ترويجية لقضية تهمنا، أو التطوع في نشاط مدني، أو الانضمام لحزب سياسي. 

## قائمة الاحزاب
قائمة بالأحزاب السياسية الأردنية تصدر بشكل رسمي عن وزارة الشؤون السياسية والبرلمانية ، والتي تتضمن  الاحزاب المسجلة رسميا
| الرقم | الشعار                        | الاسم                                    | التأسيس | المدير            | الانحياز السياسي                           | ملاحظات                                                                                  |
| ----- | ----------------------------- | ---------------------------------------- | ------- | ----------------- | ------------------------------------------ | ---------------------------------------------------------------------------------------- |
| 1     |                               | الحزب الشيوعي الأردني.                   | 1951    | سعود قبيلات       | يسارية شيوعية                              | حزب سياسي شيوعي أردني                                                                    |
| 2     |                               | حزب البعث العربي الاشتراكي الأردني.      | 1951    |                   | بعثية اشتراكية                             | فرع لـ حزب البعث العربي الاشتراكي، والفرع الإقليمي لـ حزب البعث العربي الاشتراكي(العراق) |
| 3     |                               | حزب البعث العربي التقدمي.                | 1993    | فؤاد دبور         | بعثية اشتراكية                             | يهدف الحزب إلى توحيد الأمة العربية سياسياً واقتصادياً عبر ترسيخ النظام الديمقراطي          |
| 4     |                               | حزب جبهة العمل الإسلامي.                 | 1992    | مراد العضايلة     | إسلامية                                    | حزب أردني معارض                                                                          |
| 5     |                               | حزب الشعب الديمقراطي الأردني (حشد)       | 1989    | عبلة أبو علبة     | أقصى اليسار شيوعية، وماركسية لينينية ماوية | يرمز له اختصارا ب (حشد)، نشأ كأمتداد للجبهة الديمقراطية لتحرير فلسطين في الأردن          |
| 6     |                               | حزب الوسط الإسلامي.                      | 2001    | مدالله الطراونة   | إسلامية                                    | يُصنف الحزب بأنه إسلامي وسطي قريب من الحكومة                                              |
| 7     |                               | حركة التحرير الوطنية الأردنية ( محظور).  | 1971    |                   |                                            | لم يدرج بالاحزاب السياسية الاردنية                                                       |
| 8     |                               | حزب الشغيلة الشيوعي الأردني. (تم دمجه)   | 1997    | يعقوب زيادين      | يسارية شيوعية                              | أعلن الحزب الشيوعي وحزب الشغيلة التوحد في حزب واحد تحت اسم الحزب الشيوعي الأردني         |
| 9     |                               | حزب الوحدة الشعبية الديمقراطي الأردني.   | 1993    | الدكتور سعيد دياب | اشتراكية عربية                             | أحد فصائل العمل الوطني الديمقراطي الأردني                                                |
| 10    |                               | حزب الفرسان الأردني                      |         |                   |                                            |                                                                                          |
| 11    |                               | الحزب الوطني الدستوري.                   |         |                   |                                            |                                                                                          |
| 12    |                               | حزب الحركة القومية للديمقراطية المباشرة. |         |                   |                                            |                                                                                          |
| 13    |                               | حزب أحرار الأردن                         |         |                   |                                            |                                                                                          |
| 14    |                               | حركة اليسار الاجتماعي الأردني.           | 2007    | محمد الكفاوين     |                                            |                                                                                          |
| 15    |                               | الحزب الوطني الاردني                     | 2016    | د.منى أبو بكر     |                                            |                                                                                          |
| 16    |                               | حزب الجبهة الاردنية الموحدة              | 2007    | واصف عازر         |                                            |                                                                                          |
| 17    |                               | حزب المستقبل الأردني.                    | 2016    | صلاح القضاة       |                                            |                                                                                          |
| 18    |                               | حزب الأنصار الأردني                      |         |                   |                                            |                                                                                          |
| 19    |                               | حزب التيار الوطني                        |         |                   |                                            |                                                                                          |
| 20    |                               | حزب الرسالة الأردني                      |         |                   |                                            |                                                                                          |
| 21    |                               | حزب الحياة الأردني                       |         |                   |                                            |                                                                                          |
| 22    |                               | حزب العهد الأردني                        |         |                   |                                            |                                                                                          |
| 23    |                               | حزب العدالة والتنمية الأردني             |         |                   |                                            |                                                                                          |
| 24    |                               | حزب الحرية والمساواة الأردني             |         |                   |                                            |                                                                                          |
| 25    |                               | حزب مساواة الأردني                       |         |                   |                                            |                                                                                          |
| 26    |                               | حزب العدالة والإصلاح                     |         |                   |                                            |                                                                                          |
| 27    |                               | حزب الإصلاح الأردني                      |         |                   |                                            |                                                                                          |
| 28    |                               | حــزب الإصلاح والتجديد الأردني "حصاد"    |         |                   |                                            |                                                                                          |
| 29    |                               | التجمع الوطني الأردني الديمقراطي "تواد"  |         |                   |                                            |                                                                                          |
| 30    |                               | حزب المؤتمر الوطني "زمزم"                |         |                   |                                            |                                                                                          |
| 31    |                               | حزب الوفاء الوطني                        |         |                   |                                            |                                                                                          |
| 32    |                               | حزب أردن أقوى الأردني                    | 2013    | رولا الحروب       |                                            |                                                                                          |
| 33    |                               | الحزب العربي الأردني                     |         |                   |                                            |                                                                                          |
| 34    |                               | حزب الشهامة الأردني                      |         |                   |                                            |                                                                                          |
| 35    |                               | حزب العدالة الاجتماعية الأردني           |         |                   |                                            |                                                                                          |
| 36    |                               | حزب الشورى الأردني                       |         |                   |                                            |                                                                                          |
| 37    |                               | حزب البلد الأمين الأردني                 |         |                   |                                            |                                                                                          |
| 38    |                               | حزب الوحدة الوطنية الأردني               |         |                   |                                            |                                                                                          |
| 39    |                               | حزب العون الوطني الأردني                 |         |                   |                                            |                                                                                          |
| 40    | شعار الحزب الديمقراطي الاردني | الحزب الديمقراطي الاجتماعي الأردني       | 2016    | سلمان النقرش      | يسارية                                     | حرية - عدالة اجتماعية - تضامن                                                            |
| 41    |                               | حزب الطبيعة الديمقراطي الأردني           |         |                   |                                            |                                                                                          |
| 42    |                               | حزب الاتجاه الوطني الأردني               |         |                   |                                            |                                                                                          |
| 43    |                               | حزب جبهة النهضة الوطنية                  |         |                   |                                            |                                                                                          |
| 44    |                               | حزب المحافظين الأردني                    |         |                   |                                            |                                                                                          |
| 45    |                               | حزب الوعد الأردني                        |         |                   |                                            |                                                                                          |
| 46    |                               | حزب العمل الشعبي الأردني                 |         |                   |                                            |                                                                                          |
| 47    |                               | حزب النداء الأردني                       |         |                   |                                            |                                                                                          |
| 48    |                               | حزب الراية الأردنية                      |         |                   |                                            |                                                                                          |
| 49    |                               | حزب الحداثة والتغيير                     | 2017    | نايف الحمايدة     |                                            |                                                                                          |
| 50    |                               | حزب البلد الأمين                         | 2014    | د. خليل السيد     |                                            |                                                                                          |
| 51    |                               | حزب المدني الديمقراطي الاردني            | 2023    | عدنان السواعير    | يسارية                                     |                                                                                          |

## وصلات خارجية
- قانون الأحزاب السياسية في الأردن